# Cessna Citation I
Il Cessna 500 Citation I è il primo business jet a turboventola, prodotto dalla statunitense Cessna Aircraft Company dal 1969 al 1985. È il primo modello della famiglia Cessna Citation. Il Citation I/SP è una variante a pilota singolo.

## Versioni e sviluppo
FanJet 500
Concepito nel 1968, la Cessna ne annunciò lo sviluppo come un business jet a otto posti che, a differenza dei suoi competitori, lo rendeva adatto per operazioni su piste corte. La Cessna mirò a competere sul mercato dei piccoli jet a turboelica piuttosto che spingersi nel mercato già esistente dei business jet. Il primo prototipo, denominato FanJet 500, decollò per la prima volta quasi un anno dopo, nel 15 settembre del 1969.
500 Citation
Nel settembre del 1971 il nuovo Citation (Modello 500) alimentato da due motori turboventola Pratt & Whitney Canada JT15D-1 ricevette la certificazione FAA in seguito a una fase di sviluppo durata più del previsto, durante la quale gli fu assegnato il nome di Citation 500.
500 Citation I
Nel 1976, in seguito alle pressioni del mercato, vennero aggiunti dei miglioramenti all' aeromobile tra cui una maggiore apertura alare (14.35 metri vs. 13.38 metri), una maggiore massa a pieno carico e l'introduzione di inversori di spinta, il che rese l'aereo accessibile anche ad aeroporti con piste corte. Con questi aggiornamenti l'aereo prese il nome di Citation I che vede 377 esemplari costruiti.
501 Citation I/SP
Come nei Learjet, anche il Citation I richiedeva un equipaggio di due piloti. Essendo il velivolo realizzato per competere contro i piccoli aerei a turboelica, che potevano essere pilotati da un pilota singolo, Cessna rispose con l'introduzione del Modello 501 Citation I/SP dove SP si riferisce a Single-Pilot (Pilota singolo). Il primo esemplare fu consegnato nel 1977, e con un totale di 312 aeromobili realizzati, la produzione si arrestò nel 1985.

## Utilizzatori
Corea del Sud
- Daehan Minguk Gonggun

1 Citation I consegnato ed in servizio al dicembre 2018.
 Rep. Dominicana
- Fuerza Aérea Dominicana

1 Cessna Citation 501 ordinato e consegnato il 14 maggio 2022.